# Чудеево
ООО «Чудеево» — сеть частных семейных центров творческого досуга в Москве и Московской области, работает с 2009 года под руководством социального предпринимателя Елены Минаевой. Центры организуют досуг детей школьного возраста (в том числе инвалидов), домохозяек, пенсионеров, студентов, работающих взрослых, проживающих в спальных районах со слабо развитой социальной инфраструктурой.

## История
Первый досуговый цент «Чудеево» основан в 2009 году в Красногорске топ-менеджером крупной логистической компании Еленой Минаевой, выпускницей Государственного университета управления. Она искала подобное развивающее учреждение для своего десятилетнего сына-инвалида, но не смогла найти ничего подходящего в своём городе, поэтому решила открыть собственный досуговый центр. На начальном этапе поддержку организации оказали администрация Красногорска и педагоги местных школ. Минаева провела выставки, промоакции и открытые уроки в школах, разместила объявления в местных газетах и на информационных стендах, появился официальный сайт компании.
Поворотный момент в деятельности центра «Чудеево» произошёл в 2011 году, когда компания выиграла всероссийский конкурс социальных предпринимателей фонда региональных социальных программ «Наше будущее» и получила беспроцентный заём в размере 349 тыс. рублей сроком на два года. На эти деньги были открыты ещё два центра в Химках и Новокуркино, проведена профессиональная рекламная кампания, что привело к значительному росту оборотных средств организации.
В 2014 году Минаева стала участницей Президентской программы подготовки управленческих кадров и окончила курс «Управление социальными проектами» в Санкт-Петербургском государственном университете. Численность педагогов в каждом центре «Чудеево» возросла до 15 человек, в то время как численность постоянных клиентов каждого филиала составила 50 семей. Компания во второй раз подала заявку на участие в конкурсе социальных предпринимателей «Нашего будущего» и вновь одержала победу, получив на сей раз заём в размере 2,5 млн рублей. Обозреватели журнала «Эксперт» отметили «Чудеево» в числе сорока действующих социальных предприятий России
По состоянию на 2015 год в сети «Чудеево» работают шесть полноценных центров: два в Химках, два в Одинцово, по одному в Красногорске и Митино. Елена Минаева планирует развивать компанию путём открытия новых филиалов или в виде франшизы — по словам директора, создание подобного центра требует единовременного вложения около 150 тыс. рублей, при этом уже в течение первых же месяцев бизнес выходит на самоокупаемость..

## Деятельность
Центры «Чудеево» располагаются в новых спальных районах, где темп развития инфраструктуры сильно отстаёт от темпов строительства новых жилых домов. Изначально организация ориентировалась на детей дошкольного возраста, но впоследствии появились отдельные кружки для пенсионеров, для домохозяек, студентов и для работающих взрослых людей с творческими увлечениями. Занятия проходят в группах малого наполнения (не более 5-8 человек), что даёт равные возможности для коммуникативного развития и социальной адаптации детям с индивидуальными потребностями. Компания придерживается концепции инклюзивного образования, люди с ограниченными возможностями здоровья занимаются в общих группах со здоровыми людьми. «Чудеево» даёт возможность обучения и трудоустройства женщинам, находящимся в декретном отпуске по уходу за детьми (гибкий график, близость к дому, работа на дому).
Основным направлением деятельности являются художественные студии, где с желающими научиться рисовать работают профессиональные художники.
Помимо художественных кружков в «Чудеево» также действуют специализированные кружки прочей направленности: авиамоделирования, граффити, фото и видео, иконописи, художественной росписи, линогравюры, мозаики, декора, дизайна, бижутерии, рукоделия, валяния и др.. 
Дополнительно «Чудеево» занимается проведением тренингов для подростков по профилактике химической зависимости в школах и летних лагерях. При организации открыт родительский клуб для оказания психологической и информационной поддержки родителям детей с индивидуальными потребностями. Сотрудники компании ведут курс онлайн-обучения для инвалидов, оказывают благотворительные услуги для пенсионеров и многодетных семей.